# Вільяеррерос
Вільяеррерос (ісп. Villaherreros) — муніципалітет в Іспанії, у складі автономної спільноти Кастилія-і-Леон, у провінції Паленсія. Населення — 232 особи (2010).
Муніципалітет розташований на відстані близько 230 км на північ від Мадрида, 42 км на північ від Паленсії.
На території муніципалітету розташовані такі населені пункти: (дані про населення за 2010 рік)
- Фуенте-Андріно: 9 осіб
- Вільяеррерос: 223 особи

## Демографія
Динаміка населення (INE ):